# Liste von Persönlichkeiten aus Cabbio
Diese Liste enthält in Cabbio geborene Persönlichkeiten und solche, die in Cabbio ihren Wirkungskreis hatten, ohne dort geboren zu sein. Die Liste erhebt keinen Anspruch auf Vollständigkeit.

## Persönlichkeiten
(Sortierung nach Geburtsjahr)
- Battista da Cabbio (* um 1465 in Cabbio; † nach 1511 ebenda ?), Bildhauer in Genua[1]

- Künstlerfamilie Agustoni (Cantoni). [2][3]
  - Bernardino Cantoni (* um 1505 in Cabbio; † 1576 in Genua), Bildhauer und Architekt in den Dienst der Stadt Genua, wo er noch 1576 erwähnt wird, 1546 Oberarchitekt. Er restaurierte die Mercanti-Brücke, entwarf den Plan des Fossatello-Platzes und baute die Castelletto-Strasse[2][4]
  - Antonio Cantoni (* um 1508 in Cabbio; † nach 1567 in Genua?), Bruder des Bernardino, Bildhauer, Mitarbeiter seines Bruders[2]
  - Battista Agustone (* um 1555 in Cabbio; † nach 1604 ebenda ?), Sohn von Domenico, Baumeister in Genua[5]
  - Battista Agustoni Cantoni (* um 1560 in Cabbio; † 1616 ebenda?), Baumeister in Genua, war 1598 einer der Mitbewerber um die Stelle des Stadtbaumeisters. 1599 erhielt er einen Ruf nach Sarzana zur Ausarbeitung der Pläne für die Vergrösserung des Chors und der Sakristei der Kathedrale[2][6][3][7][8]
  - Giorgio Cantoni (* um 1565 in Cabbio; † nach 1621 ebenda), Architekt, 1621 Nachfolger des Architekten Bartolomeo Bianco für die Ausführung der schwierigen Arbeiten der Camera[2]
  - Agostino Agustoni (* um 1570 in Cabbio; † 1616 ebenda?) Baumeister in Genua.[3][9]
  - Bernardo Agustoni genannt Cantoni (* um 1575 in Cabbio; † nach 1630 in Genua ?), Baumeister.[10]
  - Pier Francesco Agustoni genannt Cantoni (* um 1580 in Cabbio; † nach 1657 in Genua ?), Festungsingenieur und Architekt in Genua, 1625 wurde er zusammen mit seinem Bruder Bernardo beauftragt, den Umbau des Palazzo Luca Grimaldi (heute auch: „Palazzo Bianco“) zu vollenden. Noch seine Werken sind: Plan der Befestigungen zwischen Pagano und Rapallo; Vergrösserung der Piazza delle erbe in Genua (1629); 1650 übernahm er mit Domenico Falcone aus Rovio den Bau des heutigen Königspalastes und beendigte ihn nach dem Tode von Falcone (1657)[2][10][11]
  - Francesco Maria Cantoni (* 22. Februar 1699 in Cabbio; † 18. Juli 1772 ebenda), Stuckateur und Maler in Hamburg. Am 11. Januar 1712 heiratet er dort Augusta Katharina Busch; von 1722 bis 1726 arbeitete er in Genua und an den Ufern des Comer Sees[2][10][12]
  - Pietro Cantoni (* um 1690 in Cabbio; † um 1750 ebenda), Architekt, baute in Genua ausserhalb der Porta Romana für die Augustiner das Kloster und die Kirche der heiligen Tröstung; die CambiasiStrasse und die Polcevera-Brücke[2]

- Familie Fontana. [13]
  - Cristoforo Fontana (* um 1575 in Cabbio; † nach 1618 ebenda ?), Baumeister in Genua[14]
  - Michele Fontana (* um 1580 in Cabbio; † nach 1633 ebenda ?), Baumeister in Rom schuf in der Fabrik der Kirche Sant’Andrea della Valle[15]
  - Pietro Fontana (* um 1580 in Cabbio; † nach 1633 ebenda ?), Baumeister in Rom schuf in der Fabrik der Kirche Sant’Andrea della Valle[16]
  - Marco Antonio Fontana (* um 1583 in Cabbio; † nach 1640 ebenda ?), Baumeister in Rom schuf in der Fabrik der Kirche Sant’Andrea della Valle[13][17]
  - Giovanni Maria Fontana (* um 1590 in Cabbio; † nach 1627 ebenda ?), Stuckateur in Rom[18]
  - Gebrüder Sebastiano und Alessandro Fontana (* um 1610 in Cabbio; † nach 1650 in Böhmen), Baumeister[13]
  - José Fontana (* 28. Oktober 1840 (Giuseppe Silo Domenico) in Cabbio; † 2. September 1876 in Lissabon), Typograf und Buchhändler, Mitbegründer des Partido Socialista in Lissabon[19][20]
  - Walter Fontana (* um 1930 in Cabbio; † 11. Oktober 2007 in Sorengo), Priester, Pfarrer von Breno und Sorengo und Autor[21] Um 1960 schrieb Walter Fontana an Königin Fabiola von Belgien, die nicht schwanger werden konnte, und an Prinzessin Soraya, die wegen des gleichen Problems vom Schah von Persien, Mohammad Reza Pahlavi, verstoßen wurde.[22]

- Louis Gay des Combes (* 17. Dezember 1914 in Cabbio; † nach 1997 in Lugano), Violinist, Komponist und Dirigent[23][24]
- Alma Bacciarini (1921–2007), Mittelschullehrerin, Politikerin, Tessiner Grossrätin und Nationalrätin